# Dolnja Paka
Dolnja Paka este o localitate din comuna Črnomelj, Slovenia, cu o populație de 46 de locuitori.